# KOBE三国志ガーデン
KOBE三国志ガーデン（こうべさんごくしガーデン、KOBE Sangokushi Garden）は、神戸市長田区に所在する施設。三国志演義をテーマとした「三国志ジオラマ館」「三国志庭園」「三国交流館」の3施設から構成される。2011年（平成23年）3月19日開館。2016年（平成28年）5月14日閉館。閉館後、「三国志庭園」は無料開放中。関連施設「KOBE鉄人三国志ギャラリー」は継続。

## 概要
神戸市には、関羽を祀る「関帝廟」や、中華街「南京町」があり、漫画『三国志』の作者横山光輝の出身地でもある。阪神大震災後の町おこしの一環として「三国志」をテーマとした展示施設の整備やイベントの開催などを数多く行なってきた実績があり、その集積拠点としてつくられた施設である。三国志演義が中心だが、三国志に関わるコンテンツが多岐にわたっていることもあり、展示内容は柔軟である。

## 沿革
- 2006年 三国志による町興し開始
- 2011年3月19日 - 開館。
- 2011年5月 - 三国志ミステリーラリー「孔明を救え！」実施
- 2011年5月 - 山口県三国志城博物館タイアップ企画バスツアー実施
- 2011年9月～2013年3月 - ジオラマシーン紹介パネル展実施
- 2011年10月 - 第五回三国志祭 - 連動実施
- 2011年11月 - 三国志遺跡映像上映会実施
- 2011年12月 - 「Merry三国志2011」イベント実施
- 2012年1月 - 造形作家・馬渕洋氏 ダンボール臥龍作品展示実施
- 2012年2月 - 春節「三国志ウィーク2012」イベント実施
- 2012年3月 - 巨大ジオラマコラボ一ノ谷合戦図屏風ジオラマ展示会実施
- 2012年3月 - 第3回三国志検定 神戸会場実施
- 2012年4月 - 成都武侯祀2012春節写真展実施
- 2012年8月 - 三国志ガーデンアニメ「英傑群像」原画展実施
- 2012年10月 - 第六回三国志祭連動実施
- 2012年12月 - 「Merry三国志2012」イベント実施
- 2013年2月 - 春節「三国志ウィーク2013」イベント実施
- 2013年3月～6月 - 三国志時代の日本「卑弥呼と弥生時代」展示実施
- 2013年6月～ - コーエーテクモゲームス協力「真三國無双7」ゲーム大会」開始
- 2013年8月～10月 - 「時空をかける三国志展 in 新長田」実施
- 2013年10月 - 第七回三国志祭連動実施
- 2013年12月 - 「Merry三国志2013」イベント実施
- 2014年1月～ - 「月間アニマル三国志ショー」開始
- 2014年3月 - オープン3周年記念イベント実施
- 2014年8月～11月 - 「セガ三国志ゲーム展」実施
- 2014年10月 - 第八回三国志祭連動実施
- 2014年12月 - 「冬の三国志会2014」イベント実施
- 2014年12月～2015年3月「超古代ミステリーオーパーツパネル展」実施
- 2015年1月～3月 - 映画「海月姫」パネル展実施
- 2016年5月14日 閉館

## 入館チケット
- 大人・大学生400円　団体300円
- 高校・中学生300円　団体200円
- 小学生200円　団体100円
- 団体15名以上
- JAF割引あり

## 開館時間
- 12:30 - 17:30（入館17:00まで）
- 水曜休館（祝日開館）

### 館内
- 館内は禁煙。
- 飲食物持ち込み不可。
- 写真・ビデオ撮影不可

## アクセス
- 西日本旅客鉄道（JR西日本）新長田駅から徒歩9分
- 神戸市営地下鉄海岸線 駒ヶ林駅から徒歩2分